# جوزيف إف. سميث
جوزيف إف. سميث هو سياسي أمريكي، ولد في 24 يناير 1920 في فيلادلفيا في الولايات المتحدة، وتوفي بنفس المكان في 14 مايو 1999. نشط حزبياً في الحزب الديمقراطي. وقد انتخب عضو مجلس ولاية بنسيلفانيا ‏ وانتخب عضو مجلس النواب الأمريكي ‏.